# پتر استونهاخن
پتر استونهاخن (هلندی: Peter Stevenhaagen؛ زادهٔ ۲۴ آوریل ۱۹۶۵) دوچرخه‌سوار اهل هلند است.